# 熱狂マニアさん!
『熱狂マニアさん!』（ねっきょうマニアさん）は、TBS系列で2022年10月14日から放送されているバラエティ番組。

## 概要
作品やコレクションに精通した人を番組は「マニアさん」と命名。そんなマニアさん達が1年で最も熱狂する究極の1日に密着する。
2021年12月11日（「土曜☆ブレイク」枠）、2022年4月21日と8月16日にパイロット版を放送。2022年9月9日でレギュラー放送を終了した『ザ・ベストワン』の後番組として、金曜20:00 - 20:54（JST）でレギュラー化された。なお、レギュラー化されてからは月に1〜2回放送となっており金曜日での放送時は1時間で完結の通常放送は一度もなく、毎回2時間スペシャルで構成、放送されていた。
2023年4月15日より『炎の体育会TV』の後番組として、『熱狂マニアさん!』にタイトルを変えた上で、毎週土曜 19:00 - 20:00（JST）に枠移動する。なお枠移動後、関東地区では土曜 18:51 - 19:00（JST）に事前番組『もうすぐマニアさん』を別途放送される。ただし、土曜日に枠を移行させてからしばらくは、20時台の『ジョブチューン アノ職業のヒミツぶっちゃけます!』が隔週2時間SPで月1〜2回放送とっており、通常放送はこれまで一度も行われていなかったが、2024年4月27日の放送で19:54までの放送ではあるが19時台で完結する通常編成を実施、同年5月11日放送で初めて19:00 - 20:00の通常編成で放送、そして翌5月18日には19:54までの通常編成で、「2週連続1時間枠」は『炎の体育会TV』時代の2016年9月10日・9月17日以来7年半振り。その後も19時台で完結する1時間編成の構成が増えるようになった。しかし4月27日放送分はこの日から開始の『世の中なんでもHOWマッチ いくらかわかる金?』の初回2時間SP（19:54 - 21:56）、5月11日も『いくらかわかる金』2時間SP（20:00 - 21:54）、そして5月18日は『ジョブチューン』2時間SP（19:54 - 21:54）のためで、『ジョブチューン』との1時間刻みでの2体制、および『ジョブチューン』&『いくらかわかる金』との1時間刻みでの3体制は未だに行われていない。
2024年10月19日のニトリの紹介を行った放送回で、広告放送と誤認される可能性があるとして、放送倫理・番組向上機構（BPO）は、放送倫理検証委員会で審議入りすると発表した。2025年7月11日、同委員会は、番組と広告の区別があいまいであり、「放送倫理違反があった」とする意見書を公表した。

## 出演者
パイロット版（第2回）からの出演。

### MC
- ウエンツ瑛士
- 飯塚悟志（東京03）

### 過去の出演者
下記の人物はパイロット版（第1回）に出演。
- 伊沢拓司
- カズレーザー
- 河合郁人
- 北乃きい

## スタッフ

### レギュラー版
- 構成：木南広明、近藤雄亮、森峻介
- ナレーション：服部伴蔵門【毎週】[9]、伊達淳彦[9]、小野寺一歩、桐谷蝶々【週替り】
- TD・SW：遠山眞史
- CAM：加藤翔太
- VE：吉村裕翔、飯田康敏、佐藤光、石塚英雄、山中颯太【週替り】
- 音声：宮川康一
- 照明：香川和代（PROGRESSO）
- CG：The King Maker
- イラスト：森本レオリオ、塚本隆介、スズキユミコ【週替り】
- 編集：横山豪史、須藤慶一【週替り】
- MA：船木拓也
- 音効：舛谷佑樹、山谷寛樹【週替り】
- 技術協力：Zeta、セッターズ、PRIDE TWO、吉田Lab、湯本将司、メディスプロジェクト株式会社、ニユーテレス、石田崇、鹿児島ビジョン、plus02、レック、YUMOMIN、羽鳥慎一郎、丸山博充、エスパシオ、Jeen、キャミックス、ティ・ピー・ブレーン、スウィッシュジャパン、yumomin、バンエイト、アイゼン【週替り】
- 美術プロデューサー：高岸夕葵
- 美術デザイン：岩井愛
- 美術ディレクター：小倉樹
- 大道具装置：相良比佐夫
- 大道具操作：前野博幸
- アクリル装飾：吉原正典
- 装飾：西真彩
- 電飾：入江智喜
- メイク：山田かつら、鈴木優華【週替り】
- 協力：東京オフラインセンター
- 編成：川島優子（TBSテレビ、2024年8月-）
- 配信：相川拓也（TBSテレビ）
- TK：野村佳乃子
- リサーチ：ビスポ、木崎綾子【週替り】
- AD：森田彩、小野陽平、富士原昌典、阿部優樹、佐藤蒼士、田中玲奈、福岡尚也、塩山晶子、伊藤克樹、小林正也、嶽見宥奈、生稲結月、水越蓮、鳥越祥太、小野島佑、松岡明音、佐々木一馬、桃木大地、村上陽香、井手実佳、時田琉梨夏、内田百音、平田実久、加賀瑞季、佐藤万彩、藤田音乃、尾子りの、酒井日菜実、松岡剛史、中込里穂、石井里加子、平野芙夏、立花璃奈、橋本圭佑、松川理子、勢井一輝【週替り】
- 制作進行：佐久間雅貴（以前はAD→週替りプロデューサー）
- ディレクター：久延雅一、岩田浩介、中峰梓、鶴巻昌宏、川端洋輔、蔡理皓、松尾竜二、片倉静佳、内海良直、井上融、飯塚翔、鈴木章浩、藤原健太、丸谷敬典、松本譲太郎、寺尾康佑、瀬津巧、宮本一繁、開発太志、大須賀良、久保光史、内田義之、佐藤野枝、清水悠貴、大友淳、大塚哉太【週替り】
- ディレクター/演出：佐伯直哉、渡辺剛【週替り、回によって異なる】
- 演出：三宅佑治【週替り】
- 総合演出：林博史[10]、渡辺恭三（渡辺→以前は週替り演出）
- プロデューサー：島田源太郎[10]、川島典子、開発勇輔【毎週】、村山学、瀬川安恵、小林大輝、中附智貴、竹内加奈子(かなこ)、山根知之、狐﨑海、菊池絢子【週替り】
- 制作協力：EPOCL
- 製作：macaroni（金曜時代はUNITED PRODUCTIONSと表記）、TBS

#### 過去のスタッフ
- 構成︰堀直生、狩野孝彦（狩野→一時離脱→復帰）
- 美術ディレクター：落合竜司、小坂青一郎
- 大道具操作：田方昭吾、石川清大
- 装飾：篠原直樹
- アクリル装飾：青木剛
- 編成：寺田淳史[10]、河本恭平、平岡沙哉（共にTBSテレビ、河本・平岡→2024年2月10日-）
- 制作進行：長谷川和音
- プロデューサー︰久田誠司

### パイロット版
- 構成：木南広明、狩野孝彦、近藤雄亮、堀直生（堀→第2回）
- ナレーション：服部伴蔵門[11]
- TD・SW：遠山眞史（第1回）、照井純一（第2回）
- CAM：千葉譲司（第1回）、三上直人（第2回）
- VE：吉村裕翔（第1回）、鈴木貴裕（第2回）
- AUD：宮川康一（第1回）
- 音声：吹野真穏（第2回）
- 照明：宮淳之介（PROGRESSO）（第1回）、穴田健二（第2回）
- CG：The King Maker
- イラスト：スズキユミコ（第1回）、森本レオリオ
- 画像提供：ジュエリー通販リジュー、TOP STONE、優美堂㈱ネット通販、㈱トライアングル（共に第1回）
- 編集：横山豪史
- MA：船木拓也
- 音効：舛谷佑樹
- 美術プロデューサー：高岸夕葵
- 美術デザイン：岩井愛（第2回、第1回は装置）
- 装置：相良比佐夫
- 操作：田方昭吾
- 電飾：渡辺竜明（第1回）、入江智喜（第2回）
- 装飾：青柳涼花（第1回）、篠原直樹（第2回）
- アクリル装飾：青木剛
- メイク：鈴木優華
- 協力：東京オフラインセンター（第2回）
- 技術協力：Zeta、ライズ・アップ（共に第1回）、フジ・メディア・テクノロジー（第2回）、バンエイト、湯本将司
- 撮影協力：Seria、倉敷アイビースクエア、小野祥楽堂、くし亭（共に第2回）
- 鉱物監修：小出聡、株式会社デルミリオーレ（共に第1回）
- 編成：寺田淳史（TBSテレビ）
- 配信：相川拓也（TBSテレビ）
- TK：滝本優子（第1回）、野村佳乃子（第2回）
- リサーチ：ビスポ
- AD：辻下晄、窪田藍、鈴木あかね（共に第1回）
- 制作スタッフ：森田彩、大川菜月、福岡尚也、小野陽平（共に第2回、小野→第1回はAD）
- ディレクター：渡辺剛、久延雅一、鈴木良尚、岩田浩介、中峰梓、片倉静佳、渡辺恭三、佐伯直哉、井上融（久延・鈴木→第1回、渡辺恭・佐伯・井上→第2回）
- 総合演出：林博史
- プロデューサー：島田源太郎、川島典子、中附智貴、開発勇輔、畑中亮太、小林大輝、本山麻美（畑中→第1回、本山→第2回）
- 制作協力：EPOCL
- 制作：UNITED PRODUCTIONS、TBS

## ネット局
| 放送対象地域   | 放送局                    | 系列    | 放送時間                                | ネット状況 |
| -------------- | ------------------------- | ------- | --------------------------------------- | ---------- |
| 関東広域圏     | TBSテレビ（TBS）          | TBS系列 | 金曜 20:00 - 20:54 ↓ 土曜 19:00 - 20:00 | 【制作局】 |
| 北海道         | 北海道放送（HBC）         | TBS系列 | 金曜 20:00 - 20:54 ↓ 土曜 19:00 - 20:00 | 同時ネット |
| 青森県         | 青森テレビ（ATV）         | TBS系列 | 金曜 20:00 - 20:54 ↓ 土曜 19:00 - 20:00 | 同時ネット |
| 岩手県         | IBC岩手放送（IBC）        | TBS系列 | 金曜 20:00 - 20:54 ↓ 土曜 19:00 - 20:00 | 同時ネット |
| 宮城県         | 東北放送（tbc）           | TBS系列 | 金曜 20:00 - 20:54 ↓ 土曜 19:00 - 20:00 | 同時ネット |
| 山形県         | テレビユー山形（TUY）     | TBS系列 | 金曜 20:00 - 20:54 ↓ 土曜 19:00 - 20:00 | 同時ネット |
| 福島県         | テレビユー福島（TUF）     | TBS系列 | 金曜 20:00 - 20:54 ↓ 土曜 19:00 - 20:00 | 同時ネット |
| 山梨県         | テレビ山梨（UTY）         | TBS系列 | 金曜 20:00 - 20:54 ↓ 土曜 19:00 - 20:00 | 同時ネット |
| 長野県         | 信越放送（SBC）           | TBS系列 | 金曜 20:00 - 20:54 ↓ 土曜 19:00 - 20:00 | 同時ネット |
| 新潟県         | 新潟放送（BSN）           | TBS系列 | 金曜 20:00 - 20:54 ↓ 土曜 19:00 - 20:00 | 同時ネット |
| 静岡県         | 静岡放送（SBS）           | TBS系列 | 金曜 20:00 - 20:54 ↓ 土曜 19:00 - 20:00 | 同時ネット |
| 富山県         | チューリップテレビ（TUT） | TBS系列 | 金曜 20:00 - 20:54 ↓ 土曜 19:00 - 20:00 | 同時ネット |
| 石川県         | 北陸放送（MRO）           | TBS系列 | 金曜 20:00 - 20:54 ↓ 土曜 19:00 - 20:00 | 同時ネット |
| 中京広域圏     | CBCテレビ（CBC）          | TBS系列 | 金曜 20:00 - 20:54 ↓ 土曜 19:00 - 20:00 | 同時ネット |
| 近畿広域圏     | 毎日放送（MBS）           | TBS系列 | 金曜 20:00 - 20:54 ↓ 土曜 19:00 - 20:00 | 同時ネット |
| 鳥取県・島根県 | 山陰放送（BSS）           | TBS系列 | 金曜 20:00 - 20:54 ↓ 土曜 19:00 - 20:00 | 同時ネット |
| 岡山県・香川県 | RSK山陽放送（RSK）        | TBS系列 | 金曜 20:00 - 20:54 ↓ 土曜 19:00 - 20:00 | 同時ネット |
| 広島県         | 中国放送（RCC）           | TBS系列 | 金曜 20:00 - 20:54 ↓ 土曜 19:00 - 20:00 | 同時ネット |
| 山口県         | テレビ山口（tys）         | TBS系列 | 金曜 20:00 - 20:54 ↓ 土曜 19:00 - 20:00 | 同時ネット |
| 愛媛県         | あいテレビ（itv）         | TBS系列 | 金曜 20:00 - 20:54 ↓ 土曜 19:00 - 20:00 | 同時ネット |
| 高知県         | テレビ高知（KUTV）        | TBS系列 | 金曜 20:00 - 20:54 ↓ 土曜 19:00 - 20:00 | 同時ネット |
| 福岡県         | RKB毎日放送（RKB）        | TBS系列 | 金曜 20:00 - 20:54 ↓ 土曜 19:00 - 20:00 | 同時ネット |
| 長崎県         | 長崎放送（NBC）           | TBS系列 | 金曜 20:00 - 20:54 ↓ 土曜 19:00 - 20:00 | 同時ネット |
| 熊本県         | 熊本放送（RKK）           | TBS系列 | 金曜 20:00 - 20:54 ↓ 土曜 19:00 - 20:00 | 同時ネット |
| 大分県         | 大分放送（OBS）           | TBS系列 | 金曜 20:00 - 20:54 ↓ 土曜 19:00 - 20:00 | 同時ネット |
| 宮崎県         | 宮崎放送（MRT）           | TBS系列 | 金曜 20:00 - 20:54 ↓ 土曜 19:00 - 20:00 | 同時ネット |
| 鹿児島県       | 南日本放送（MBC）         | TBS系列 | 金曜 20:00 - 20:54 ↓ 土曜 19:00 - 20:00 | 同時ネット |
| 沖縄県         | 琉球放送（RBC）           | TBS系列 | 金曜 20:00 - 20:54 ↓ 土曜 19:00 - 20:00 | 同時ネット |